# چارمین هوپر
چارمین هوپر (انگلیسی: Charmaine Hooper؛ زادهٔ ۱۵ ژانویهٔ ۱۹۶۸) بازیکن فوتبال اهل کانادا است.

وی همچنین در تیم ملی فوتبال زنان کانادا بازی کرده‌است.